# Nanomyina litorea
Nanomyina litorea är en tvåvingeart som beskrevs av Robinson 1964. Nanomyina litorea ingår i släktet Nanomyina och familjen styltflugor.
Artens utbredningsområde är North Carolina. Inga underarter finns listade i Catalogue of Life.